# Sport w Śremie
Sport w Śremie – historia sportu w Śremie sięga już XIX wieku, kiedy założono Towarzystwo Gimnastyczne "Sokół. Śremscy sportowcy zdobywali w historii tytuły Mistrzów Polski w różnych dziedzinach. Obecnie najważniejszą rolę w rozwijaniu sportu w mieście pełni spółka Śremski Sport (dawniej: Śremski Ośrodek Sportu i Rekreacji), który posiada Stadion Miejski w Parku Powstańców Wielkopolskich, kompleks sportowy przy ul. Staszica oraz Ośrodek Wodny nad Jeziorem Grzymisławskim.

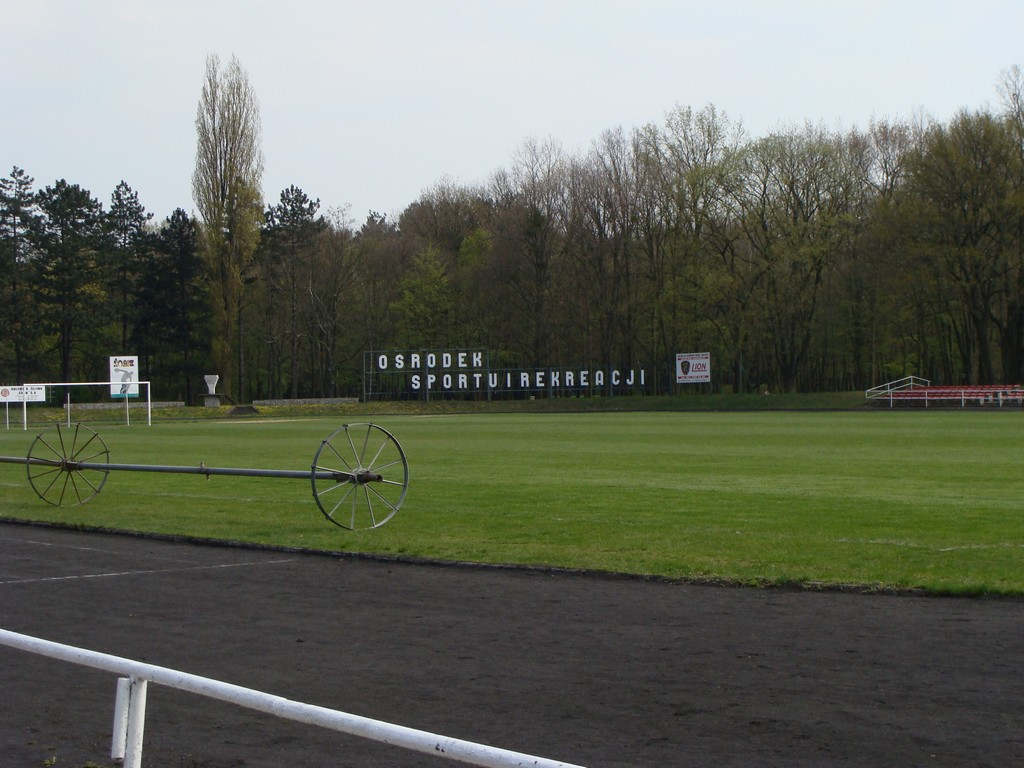
Stadion sportowy

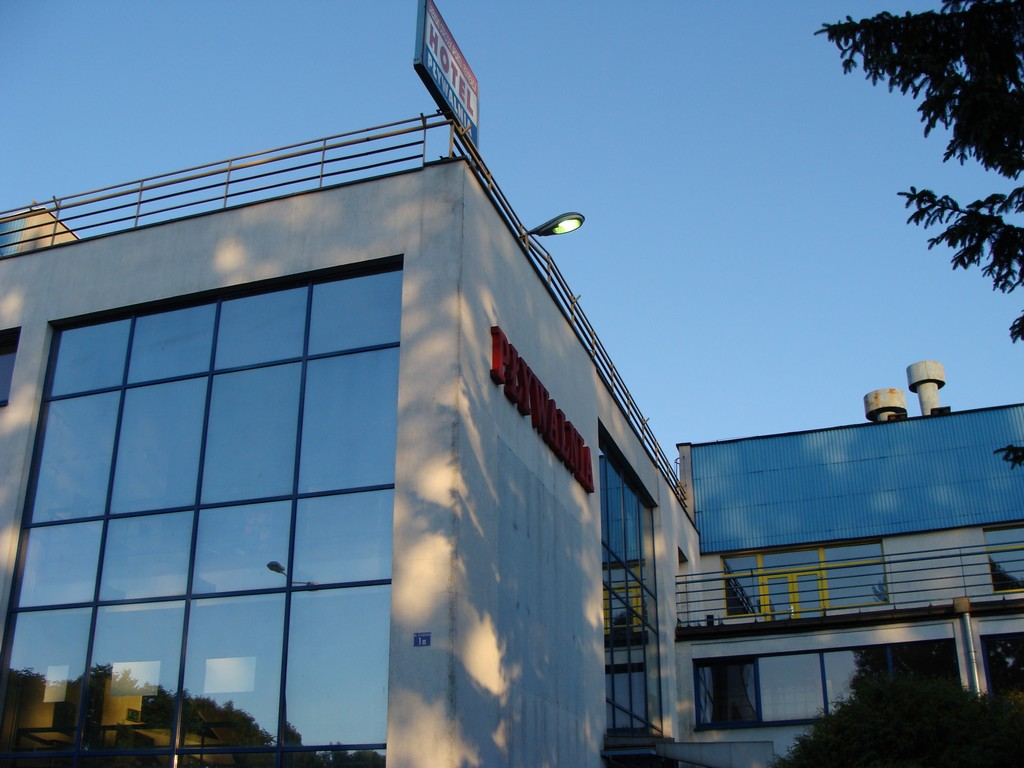
Kompleks sportowy przy ul. Staszica

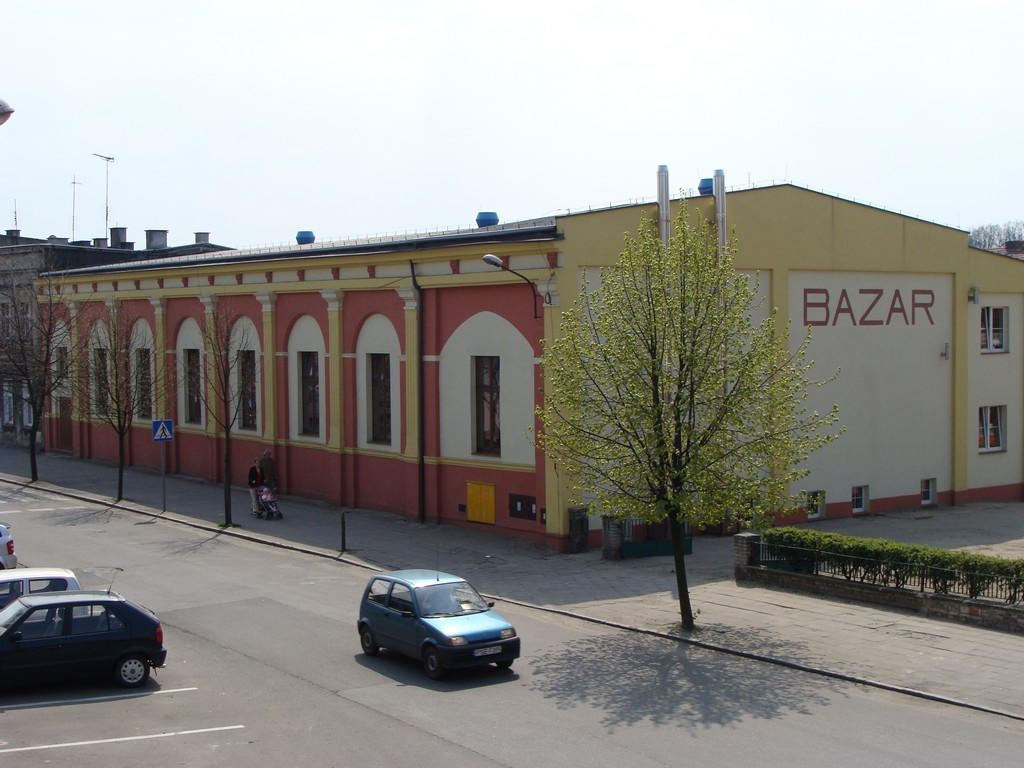
Hala sportowa „Bazar”

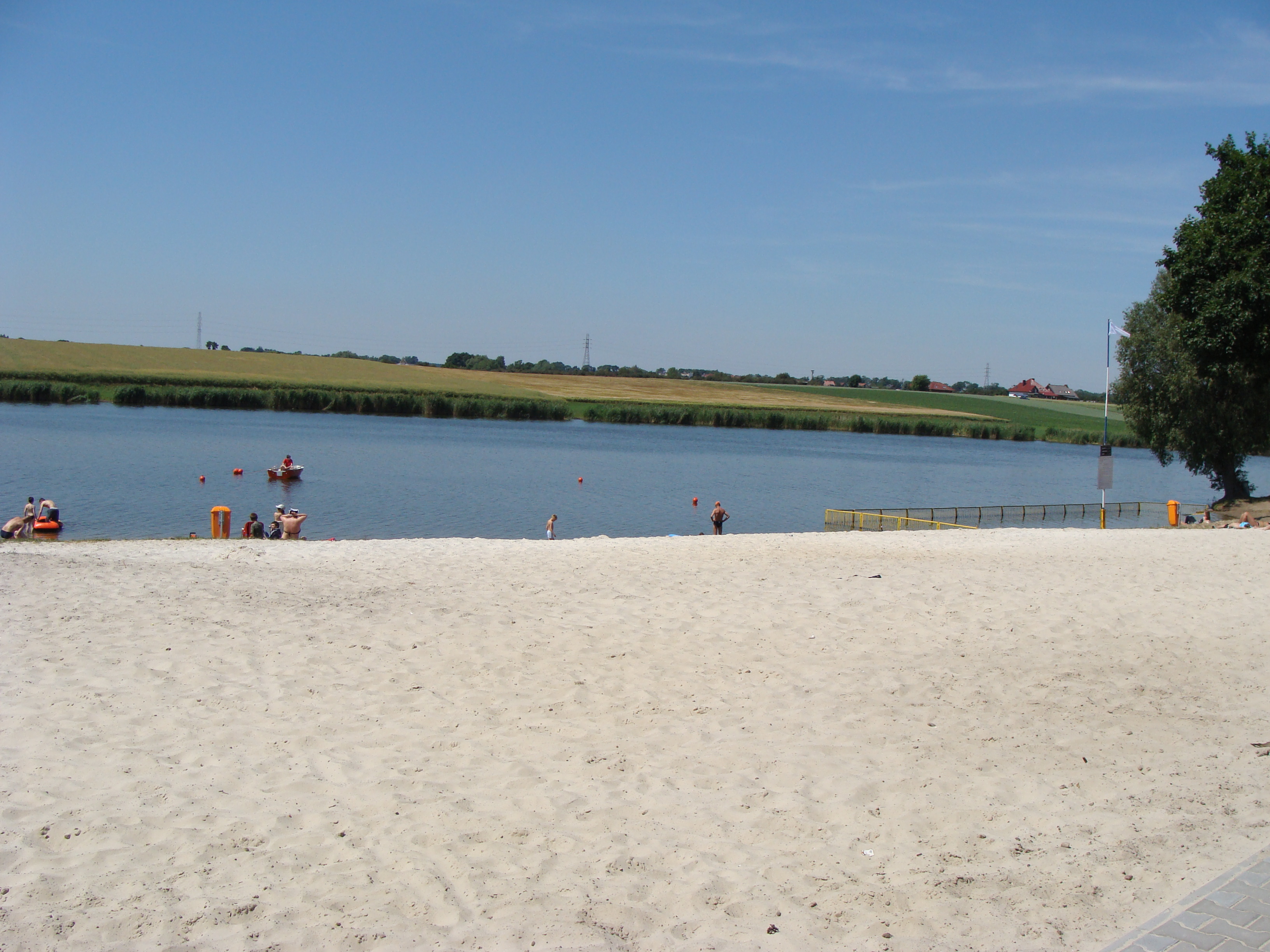
Plaża miejska

## Kalendarium
- 1893 - założenie przez Czesława Dutkiewicza Towarzystwa Gimnastycznego „Sokół”.
- 1921 - założenie Śremskiego Klubu Sportowego oraz powstanie sekcji piłki nożnej, obecnie klubu Warta Śrem.
- 1923 - pierwszy, doroczny, organizowany 3 maja, bieg uliczny; wybudowanie w czynie społecznym boiska dla klubu „Błyskawica” przy ul. Zamenhofa; Klub piłkarski wstępuje do Poznańskiego Okręgowego Związku Piłki Nożnej i bierze udział w mistrzostwach klasy C.
- 1924 - powstanie kolejnych sekcji Śremskiego Klubu Sportowego: lekkoatletyczna, tenisa ziemnego i stołowego.
- 1927 - powstanie sekcji wioślarskiej pod kierownictwem Józefa Tarnawskiego, dzięki temu Arnold Ronke wraz z reprezentacją AZS Poznań zdobył drużynowe mistrzostwo Polski i wicemistrzostwo Europy.
- 1928 - przepłynięcie przez miasto 27 lipca stu wioślarzy z okazji 10 rocznicy niepodległości; powstanie sekcji strzeleckiej przy żeńskim gimnazjum, zdobycie tytułu Mistrzyni Polski w strzelaniu z broni małokalibrowej przez Helenę Świetlikówną i Wicemistrzyni przez Marylę Ogonowską.
- 1929 - założenie dzięki Danielowi Nałęcz Kęszyckiemu sekcji bokserskiej oraz szachowej.
- 1930 - powstanie sekcji hokejowej i wybudowanie boisk w Parku Powstańców Wielkopolskich.
- 1935 - wygrana śremskich piłkarzy z niemieckimi drużynami grupy A, awans śremskiej drużyny do klasy B.
- 1938 - powstanie sekcji kręglarskiej przy Bractwie Kurkowym; wybudowanie kręgielni przy Nowej Strzelnicy.
- 1945 - powstanie sekcji motorowo-żużlowej Sparta Śrem.
- 1948 - rozpoczęcie działalności Klubu Kręglarskiego.
- 1952 - dwukrotne (1952 i 1953) zdobycie mistrzostwa województwa poznańskiego w żużlu.
- 1955 - powstanie sekcji szermierczej; powstanie stadionu żużlowego w Parku Powstańców Wielkopolskich.
- 1956 - zdobycie przez Janusza Marciniaka tytułu Mistrza Polski w pływaniu na 5 km w stylu dowolnym; włączenie Klubu Kręglarskiego do Śremskiego Klubu Sportowego.
- 1960 - założenie sekcji brydża sportowego.
- 1969 - powstanie Klubu Żeglarskiego „Odlewnik” nad Jeziorem Grzymisławskim; przejęcie sekcji kręglarskiej przez TKKF „Sokół"
- 1970 - powołanie Powiatowego Ośrodka Sportu, Turystyki i Wypoczynku w Śremie.
- 1973 - zdobycie przez Józefa Stachowiaka tytułu mistrza Polski w boksie w wadze półśredniej.
- 1982 - powstanie Śremskiego Ośrodka Sportu i Rekreacji.
- 1993 - awansowanie przez klub piłkarski Wartę Śrem do III ligi.
- 1997 - założenie Klubu Sportowego „Wodnik”.
- 1998 - ponowny awans Warty Śrem do III ligi, jednak po rocznym pobycie klub spadł do niższych lig.
- 2001 - zdobycie przez Romana Warota tytułu mistrza Polski seniorów w taekwondo.
- 2002 - organizacja pierwszych Motorowodnych Mistrzostw Europy w Śremie, które odbywają się corocznie.
- 2005 - przebieg trasy Tour de Pologne ulicami miasta, ponownie przez miasto kolarze TDP przejechali w 2007[1].

## Śremski Sport
Znajduje się przy ul. Poznańskiej 15. Organizuje liczne imprezy sportowe o różnej randze. Składa się z trzech obiektów:
- przy ul. Poznańskiej 15: stadion sportowy, hotel, restauracja, siłownia, sauna, kort tenisowy, boisko treningowe
- przy ul. Staszica 1: dwa baseny kryte z trybunami, hala sportowa z trybuną na 400 miejsc, sztuczne lodowisko, kręgielnia, korty tenisowe, siłownia, sauna, dwie sale sportowe do squasha, hotel, kawiarnia, odnowa biologiczna
- nad Jeziorem Grzymisławskim: Ośrodek Wodny „Jeziorany”: kąpielisko strzeżone wygrodzone pomostami, wypożyczalnia sprzętu wodnego, stanica Wodnego Ochotniczego Pogotowia Ratunkowego[2].

## Przystań żeglarska „Odlewnik”
Nad Jeziorem Grzymisławskim (183,9 ha). Przystań należy do Klubu Żeglarskiego „Odlewnik”. Wyposażenie: jacht pełnomorski klasy „Cartet”, 3 śródlądowe jachty kabinowe, 5 omeg, 5 finnów oraz inny sprzęt pływający; pomost cumowniczo-manewrowy, hangary, korty tenisowe, inne.

## Pozostałe obiekty sportowe
- Hala Sportowa, Szkoła Podstawowa nr 6, ul. Konstytucji 3 Maja,
- Hala Sportowa, Szkoła Podstawowa nr 1, ul. Kochanowskiego,
- Hala Sportowa Bazar, Gimnazjum nr 2,
- Boisko Sportowe z szatniami, ul. Zamenhofa,
- Boiska do pétanque,
- Przystań kajakowa nad Wartą,
- Kręgielnia Parkietowa, TKKF Sokół, ul. Zamenhofa.

## Kluby sportowe
- Centrum Hipiki Antoniego Chłapowskiego, sekcja jeździecka
- Klub Jeździecki Agro - Handel, sekcja jeździecka
- Klub Sportowy Rapid Śrem, sekcja taekwondo
- Klub Sportowy Warta, autonomiczna sekcja piłkarska, sekcja bokserska, sekcja szermiercza
- Klub Sportowy Wodnik, sekcja pływacka, sekcja pływania synchronicznego
- Liga Obrony Kraju
- Ludowy Klub Sportowy Piast, sekcja szachowa
- Międzyszkolny Ośrodek Sportu
- Osiedlowy Klub Sportowy Lebarto, sekcja tenisa stołowego
- Szkolny Związek Sportowy
- ŚKPP Buler Śrem
- Śremski Klub Petanque
- Śremski Ośrodek Sportu i Rekreacji, sekcja brydżowa
- Towarzystwo Krzewienia Kultury Fizycznej Sokół, sekcja kręglarska
- Uczniowski Klub Sportowy Ekonomik, sekcja kolarska
- Uczniowski Klub Sportowy Szóstka, sekcja piłkarska (trampkarze, trampkarze młodsi, orliki)
- Uczniowski Klub Sportowy Taekwondo Feniks Śrem

## Imprezy sportowe
- Motorowodne Mistrzostwa Świata i Motorowodne Mistrzostwa Europy, organizowane nad Jeziorem Grzymisławskim od 2003 roku, zawodnicy startują m.in. w klasach Formuła 500 i T-550[3][4].
- Tour de Pologne, w 2005[5] trasa wyścigu przebiegała przez miasto, ulicami Poznańska, Plac 20 Października (zlokalizowana tutaj była premia lotna), Most 23 Stycznia, Kilińskiego, Rondo Jana Pawła II; dnia 13 września 2007 wyścig po raz drugi przebiegał przez Śrem, ulicami Piłsudskiego, Most 23 Stycznia, Kilińskiego, Rondo Jana Pawła II, Chłapowskiego, Staszica i Gostyńska[6].
- Klubowe Mistrzostwa Polski w pétanque, organizowane w Śremie w latach 2009 - 2012, od roku 2009 do 2012 w Śremie organizowana jest również druga runda eliminacji Mistrzostw Polski Seniorów.